# Krummer Pfuhl
Der Krumme Pfuhl, auch Semmelsee genannt, ist ein kleines natürliches Gewässer im Stadtgebiet von Biesenthal im Brandenburger Landkreis Barnim. Er liegt etwa 1,5 Kilometer westlich des Stadtzentrums in einem Wohngebiet zwischen der Prendener- und der Lanker Straße.
Der Krumme Pfuhl hat eine Fläche von 1,55 Hektar. Die Wasseroberfläche des Sees liegt etwa auf gleicher Höhe über dem Meeresspiegel wie die des 350 Meter nördlich gelegenen Großen Wukensees mit seinen 39 Metern Höhe. Der Uferbereich ist vollständig mit Bäumen bestanden, unter denen ein Weg um den See führt. Nur an der Nordseite des Sees, an der Prendener Straße, ist der Uferweg unterbrochen. Der vom Deutschen Anglerverband (DAV) gepachtete See wird vom Anglerverein Lange Rute, Ortsgruppe Danewitz, bewirtschaftet.